# Alexander Wurz
Alexander Georg Wurz, detto Alex (Waidhofen an der Thaya, 15 febbraio 1974), è un pilota automobilistico austriaco, due volte vincitore della 24 Ore di Le Mans.
Durante la sua carriera ha avuto modo di correre in Formula 1, disputando diverse stagioni alla guida di vetture Benetton, Williams e McLaren, oltre a svolgere il ruolo di tester per Honda e Brawn. Ritenuto un pilota costante, sebbene non molto veloce, salì tre volte sul podio, conquistando tre terzi posti e, nel 1998, giunse ottavo in classifica piloti, suo miglior piazzamento; terminata l'esperienza nella massima serie automobilistica si è dedicato alle gare con vetture sport. Una caratteristica distintiva era che con l'abbigliamento da gara indossava le calzature di due colori differenti (una rossa e una blu).
È il figlio di Franz, pilota a sua volta nonché due volte campione europeo di rallycross, disciplina alla quale lo stesso Alexander si dedicò in modo saltuario nel 2018. Mentre suo figlio Charlie gareggia nella Formula 3.

## Carriera

### Gli esordi
Il primo titolo sportivo arrivò nel 1986 come campione del mondo di ciclismo BMX, poi esordì con i kart nel 1989 e in Formula Ford nel 1991. Vinse il titolo di Formula 3 austriaco nel 1993, poi corse per altre due stagioni nella F3 tedesca. Nel 1996 lasciò temporaneamente le monoposto per gareggiare con le vetture sport e vinse la 24 Ore di Le Mans al volante di una Porsche WSC-95 del team Joest Racing, risultando il pilota più giovane nella storia a riuscire nell'impresa. Nel 1997 disputò il campionato FIA GT a bordo di una Mercedes-Benz CLK GTR ottenendo una vittoria a Donington.

### Formula 1

#### 1997-2000: Benetton

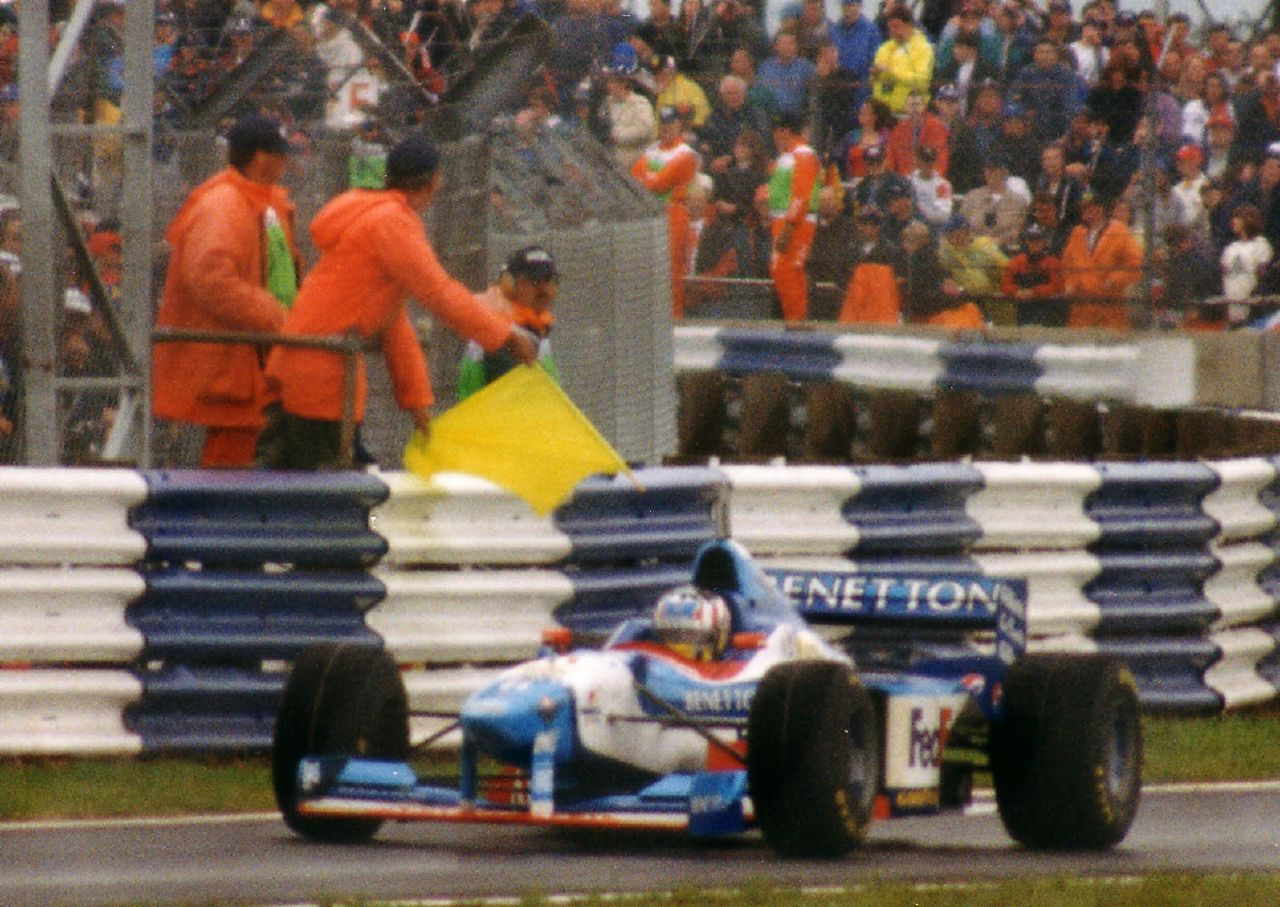
Wurz al Gran Premio di Gran Bretagna 1997, in cui conquistò il suo primo podio in carriera

Nella stagione 1997 arrivò in Formula 1 nel ruolo di collaudatore per la Benetton, con la quale esordì in corsa al Gran Premio del Canada, in sostituzione di Gerhard Berger, non ancora ripresosi da un'operazione chirurgica. Alla sua terza gara ottenne un 3º posto al Gran Premio di Gran Bretagna che resta uno dei suoi miglior risultati in carriera. Concluse l'annata 14º con 4 punti aiutando il team a mantenere il terzo posto nella classifica costruttori e guadagnandosi la riconferma per le due stagioni successive. Nel 1998 Wurz si dimostra un pilota veloce, aggressivo e costante; conquista per ben cinque volte il quarto posto in gara e conclude regolarmente tra i primi 12. In pista non subisce pressioni e si dimostra in grado di lottare ruota a ruota con piloti del calibro di Michael Schumacher, Mika Häkkinen e David Coulthard. Nel Gran Premio d'Argentina ottiene il giro più veloce in gara. A parte un brutto incidente a Monaco l'annata si conclude molto bene con l'ottavo posto nella classifica piloti, con 17 punti e il quinto posto per la Benetton nella classifica costruttori. Nel 1999 Wurz brilla nei test invernali, ma si ritrova poi a faticare maggiormente a causa della scarsa competitività della deludente B199 e anche per la maggiore competitività del compagno di squadra Giancarlo Fisichella. Malgrado ciò continua a piazzarsi costantemente nella top 10 e conclude l'anno con un discreto 13º posto in classifica ottenendo 3 punti e il 6º posto nella classifica costruttori. Nel 2000 Wurz valuta offerte da parte di team più competitivi, ma alla fine decide di firmare un contratto per un'altra stagione in Benetton rimanendo fedele al team che lo aveva fatto debuttare in Formula 1 e sperando in una maggiore competitività della nuova B200. La nuova macchina si rivela subito più competitiva dell'anno precedente ma Wurz pur restando costante a piazzarsi tra i primi 10 viene surclassato da Fisichella durante tutto il campionato. Flavio Briatore, direttore tecnico della scuderia, dopo il Gran Premio di Monaco attaccò duramente il suo pilota, facendogli intendere che se non avesse ottenuto risultati di rilievo non gli sarebbe stato proposto un rinnovo contrattuale. Giunse, poi, quinto nel Gran Premio d'Italia, registrando la sua miglior prestazione stagionale. Wurz concluse quindi il campionato al 15º posto con soli 2 punti, risultato di per sé scarso, se confrontato con Fisichella che concluse l'annata sesto con ben 18 punti e due terzi posti che valsero alla Benetton il quarto posto nel mondiale costruttori. Conclusa la stagione, la Benetton preferì non rinnovare il contratto a Wurz ingaggiando al suo posto la giovane promessa Jenson Button.

#### 2001-2005: McLaren
Non trovando posto come pilota titolare, nel 2001 Wurz diventò collaudatore e terzo pilota per la McLaren, sostituendo in questo ruolo Olivier Panis, passato alla BAR. Rimase nel team anglo-tedesco per cinque stagioni; nel 2005 sostituì l'infortunato Montoya nel Gran Premio di San Marino. Il pilota austriaco concluse la gara in quarta posizione, avanzando poi al terzo posto grazie alla squalifica di Jenson Button; Wurz conquistò così a tavolino il suo secondo podio in Formula 1.

#### 2006-2007: Williams

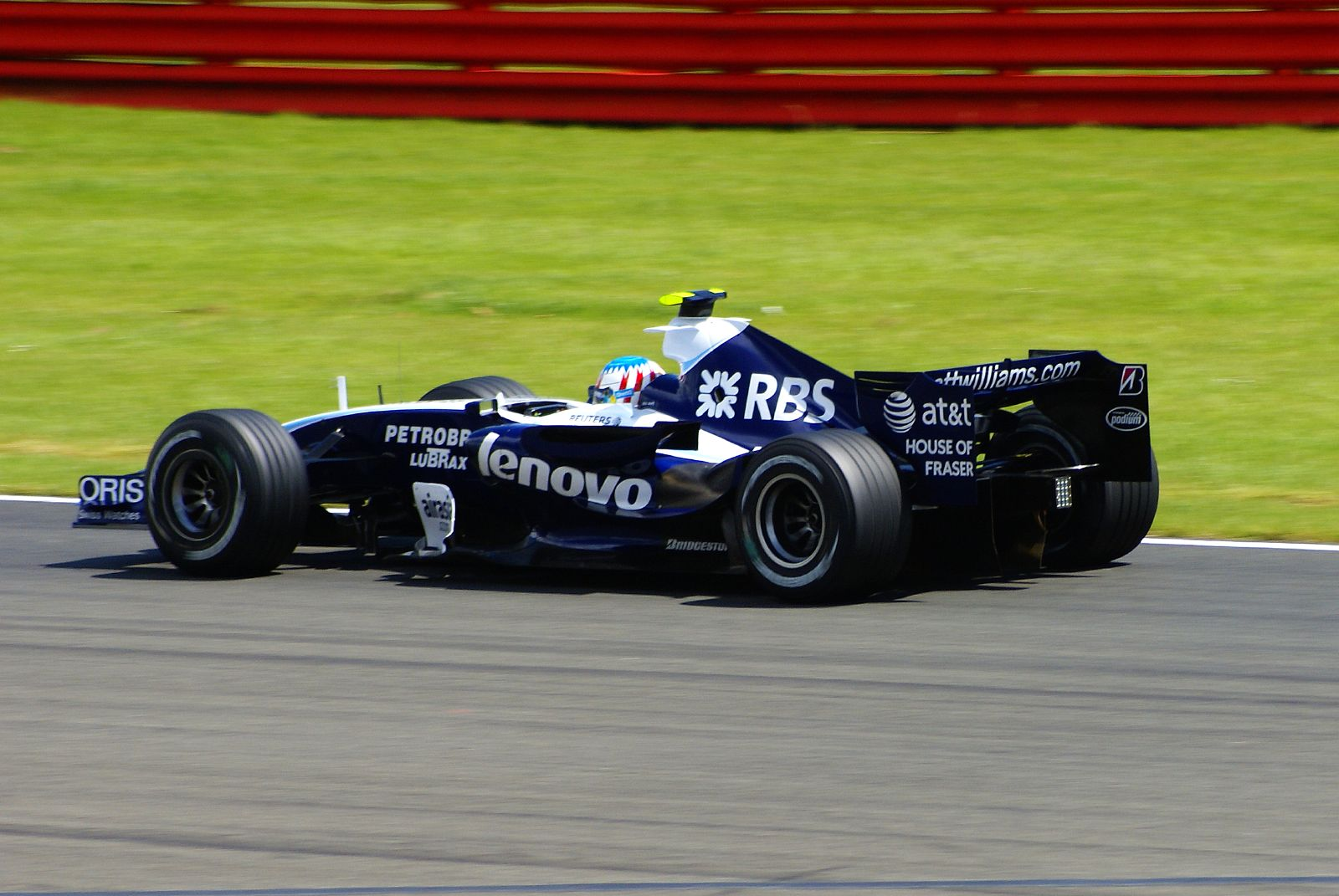
Wurz al Gran Premio di Gran Bretagna 2007 con la Williams

Non confermato dalla McLaren per il campionato 2006, Wurz passa alla Williams, svolgendo sempre il ruolo di collaudatore e terzo pilota. Nel 2007 è promosso a pilota titolare, al fianco di Nico Rosberg. I risultati sono abbastanza altalenanti; dopo aver conquistato due punti a Monaco, Wurz ottiene un inaspettato podio, dopo esser partito dalla diciottesima posizione, nel confuso Gran Premio del Canada, il primo per la Williams dal Gran Premio d'Europa 2005. Nel prosieguo della stagione arriva però solo un altro piazzamento a punti, un quarto posto nel Gran Premio d'Europa al Nürburgring, altra gara piuttosto caotica; Wurz è battuto nel confronto col giovane compagno di squadra, più rapido di lui soprattutto in prova. A fine stagione, Wurz annuncia il suo ritiro dalla Formula 1, lasciando il posto, per l'ultimo gran premio in Brasile, al giapponese Kazuki Nakajima, pilota della Williams per il campionato 2008.

#### 2008-2009: Gli ultimi anni da collaudatore con Honda e Brawn
Nonostante al termine della stagione precedente avesse annunciato il suo ritiro dalla Formula 1, all'inizio del campionato 2008 Wurz viene assunto dalla Honda, con il ruolo di collaudatore e terzo pilota. La Honda non si rivela molto competitiva e a parte qualche gara positiva il campionato è stato deludente per il grande team giapponese. Wurz aiuta non poco il team a mettersi sulla giusta strada collaborando strettamente anche allo sviluppo della monoposto per la stagione successiva (quella che poi sarà la BGP 001). Oltre a guidare la sua Honda nei test e nei venerdì di prova, si esibisce al Goodwood Festival of Speed. Dopo il ritiro della Honda dalla Formula 1, il team viene acquistato da Ross Brawn che diviene quindi il nuovo team manager della scuderia che riporta in Formula 1 sotto nuovo nome di Brawn GP. Wurz viene quindi riconfermato da Ross Brawn insieme agli altri piloti Jenson Button e Rubens Barrichello. Come terzo pilota Wurz debutta nel Gran Premio d'Australia, ma dal gran premio successivo per il suo stipendio elevato Ross Brawn decide di sostituire Wurz con il pilota inglese Anthony Davidson. Dopo aver saltato due gran premi, Wurz e la Brawn si accordano a ridurre il compenso del pilota austriaco che quindi torna a ricoprire il suo ruolo di terzo pilota a partire dal Gran Premio del Bahrein.

### Dopo la Formula 1

#### Il ritorno nell'Endurance
Dopo una lunga parentesi in Formula 1, è tornato a pilotare i prototipi nel 2008, anno in cui entrò a far parte della squadra ufficiale Peugeot, impegnata oltre che nella celebre maratona automobilistica di Le Mans anche nei campionati Le Mans Series e occasionalmente anche nell'American Le Mans Series. Con questa squadra vince la 24 Ore di Le Mans 2009 su Peugeot 908 HDi FAP, alternandosi alla guida con David Brabham e Marc Gené; con la medesima vettura vince nel marzo 2010 la 12 Ore di Sebring, insieme a Gené e Anthony Davidson. Sempre nel 2010 partecipa alla 24 Ore di Le Mans con Gené e Davidson, ma sono costretti al ritiro.
Nel 2011 partecipa anche a quattro gare dell'ILMC, sempre con la Peugeot, vincendo alla 1000 km di Spa e alla Petit Le Mans. A Le Mans (anch'essa valida per l'ILMC) arriva quarto, con gli stessi compagni dell'anno prima.
Dal 2012 corre nel mondiale Endurance con il team Toyota Racing. Esordisce alla 24 Ore di Le Mans dove è costretto al ritiro. Nella gara successiva gara a Silverstone è secondo con Nicolas Lapierre. Alla 6 Ore di San Paolo arriva la prima vittoria, sempre in coppia con Lapierre. Si ritirano in Bahrein e vincono di nuovo al Fuji, stavolta insieme anche al giapponese Kazuki Nakajima. Wurz si ripete poi a Shanghai, ultima gara di campionato, sempre in coppia con Lapierre. A fine anno è terzo nel mondiale piloti.
Nel 2013 partecipa di nuovo nel WEC insieme a Lapierre e Nakajima, ma non a tutte le gare; è quarto nella prima gara a Silverstone, si ritira a Spa e a Le Mans è ancora quarto. Salta le gare a Interlagos e ad Austin, mentre al Fuji lui e i compagni ottengono l'unica vittoria stagionale. A fine anno è quarto nel mondiale piloti.
Nel 2014 i regolamenti cambiano e la Toyota schiera la nuova TS040 Hybrid. I suoi compagni sono Nakajima e Stéphane Sarrazin. A Silverstone Wurz e i suoi compagni ottengono un ottimo secondo posto dietro i loro compagni Buemi-Davidson-Lapierre, mentre a Spa sono terzi. A Le Mans Nakajima ottiene la pole e dominano tutta la prima parte di gara. Durante la notte sono però costretti al ritiro per un guasto elettrico. Wurz arriva poi sesto ad Austin, secondo al Fuji e a Shangai, mentre in Bahrain ottiene l'unica vittoria dell'anno con Sarrazin e Conway, approfittando dei problemi dell'altra Toyota di Buemi e Davidson, solo ottavi. Questi ultimi riescono comunque a vincere il titolo piloti con una gara d'anticipo, mentre nell'ultima gara ad Interlagos Wurz arriva quarto, con Buemi e Davidosn secondi, dando alla così alla Toyota la vittoria nel titolo costruttori. A fine anno Wurz e Sarrazin sono quinti nel mondiale piloti. con 116 punti.
Il 2015 non inizia invece nel migliore dei modi, con un quarto posto a Silverstone e un quinto a Spa.

#### Commissario della FIA e driving coach
Nel 2010 e nel 2011 Wurz è stato nominato dalla FIA commissario di gara, mentre nel 2012 viene chiamato dalla Williams a fare da driving coach ai piloti titolari Pastor Maldonado e Bruno Senna.

## Risultati

### Risultati in Formula 1
| 1997 | Scuderia | Vettura |  |  |  |  |  |  |     |     |   |  |  |  |  |  |  |  |  |  |  | Punti | Pos. |
| ---- | -------- | ------- |  |  |  |  |  |  | --- | --- | - |  |  |  |  |  |  |  |  |  |  | ----- | ---- |
| 1997 | Benetton | B197    |  |  |  |  |  |  | Rit | Rit | 3 |  |  |  |  |  |  |  |  |  |  | 4     | 14º  |

| 1998 | Scuderia | Vettura |   |   |   |     |   |     |   |   |   |   |    |     |     |     |   |   |  |  |  | Punti | Pos. |
| ---- | -------- | ------- | - | - | - | --- | - | --- | - | - | - | - | -- | --- | --- | --- | - | - |  |  |  | ----- | ---- |
| 1998 | Benetton | B198    | 7 | 4 | 4 | Rit | 4 | Rit | 4 | 5 | 4 | 9 | 11 | Rit | Rit | Rit | 7 | 9 |  |  |  | 17    | 8º   |

| 1999 | Scuderia | Vettura |     |   |     |   |    |     |     |    |   |   |   |    |     |     |   |    |  |  |  | Punti | Pos. |
| ---- | -------- | ------- | --- | - | --- | - | -- | --- | --- | -- | - | - | - | -- | --- | --- | - | -- |  |  |  | ----- | ---- |
| 1999 | Benetton | B199    | Rit | 7 | Rit | 6 | 10 | Rit | Rit | 10 | 5 | 7 | 7 | 14 | Rit | Rit | 8 | 10 |  |  |  | 3     | 13º  |

| 2000 | Scuderia | Vettura |   |     |   |   |    |    |     |   |     |    |     |    |    |   |    |     |   |  |  | Punti | Pos. |
| ---- | -------- | ------- | - | --- | - | - | -- | -- | --- | - | --- | -- | --- | -- | -- | - | -- | --- | - |  |  | ----- | ---- |
| 2000 | Benetton | B200    | 7 | Rit | 9 | 9 | 10 | 12 | Rit | 9 | Rit | 10 | Rit | 11 | 13 | 5 | 10 | Rit | 7 |  |  | 2     | 15º  |

| 2005 | Scuderia | Vettura |  |  |    |   |  |    |    |  |  |  |  |    |    |  |  |    |    |  |  | Punti | Pos. |
| ---- | -------- | ------- |  |  | -- | - |  | -- | -- |  |  |  |  | -- | -- |  |  | -- | -- |  |  | ----- | ---- |
| 2005 | McLaren  | MP4-20  |  |  | TP | 3 |  | TP | TP |  |  |  |  | TP | TP |  |  | TP | TP |  |  | 6     | 17º  |

| 2006 | Scuderia | Vettura |    |    |    |    |    |    |    |    |    |    |    |    |    |    |    |    |    |    |  | Punti | Pos. |
| ---- | -------- | ------- | -- | -- | -- | -- | -- | -- | -- | -- | -- | -- | -- | -- | -- | -- | -- | -- | -- | -- |  | ----- | ---- |
| 2006 | Williams | FW28    | TP | TP | TP | TP | TP | TP | TP | TP | TP | TP | TP | TP | TP | TP | TP | TP | TP | TP |  | –     |      |

| 2007 | Scuderia | Vettura |     |   |    |     |   |   |    |    |    |   |    |    |    |     |     |    |  |  |  | Punti | Pos. |
| ---- | -------- | ------- | --- | - | -- | --- | - | - | -- | -- | -- | - | -- | -- | -- | --- | --- | -- |  |  |  | ----- | ---- |
| 2007 | Williams | FW29    | Rit | 9 | 11 | Rit | 7 | 3 | 10 | 14 | 13 | 4 | 14 | 11 | 13 | Rit | Rit | 12 |  |  |  | 13    | 11º  |

| Legenda | 1º posto     | 2º posto | 3º posto    | A punti         | Senza punti/Non class.  | Grassetto – Pole position Corsivo – Giro più veloce |
| Legenda | Squalificato | Ritirato | Non partito | Non qualificato | Solo prove/Terzo pilota | Grassetto – Pole position Corsivo – Giro più veloce |

### Risultati 24 Ore di Le Mans
| Anno | Team                | Co-Pilota                         | Vettura             | Classe | Giri | Pos. | Class Pos. |
| ---- | ------------------- | --------------------------------- | ------------------- | ------ | ---- | ---- | ---------- |
| 1996 | Joest Racing        | Davy Jones Manuel Reuter          | TWR Porsche WSC-95  | LMP1   | 354  | 1º   | 1º         |
| 2008 | Team Peugeot Total  | Stéphane Sarrazin Pedro Lamy      | Peugeot 908 HDi FAP | LMP1   | 368  | 5º   | 5º         |
| 2009 | Team Peugeot Total  | David Brabham Marc Gené           | Peugeot 908 HDi FAP | LMP1   | 382  | 1º   | 1º         |
| 2010 | Team Peugeot Total  | Marc Gené Anthony Davidson        | Peugeot 908 HDi FAP | LMP1   | 360  | DNF  | DNF        |
| 2011 | Peugeot Sport Total | Anthony Davidson Marc Gené        | Peugeot 908         | LMP1   | 351  | 4º   | 4º         |
| 2012 | Toyota Racing       | Nicolas Lapierre Kazuki Nakajima  | Toyota TS030 Hybrid | LMP1   | 134  | DNF  | DNF        |
| 2013 | Toyota Racing       | Nicolas Lapierre Kazuki Nakajima  | Toyota TS030 Hybrid | LMP1   | 341  | 4º   | 4º         |
| 2014 | Toyota Racing       | Stéphane Sarrazin Kazuki Nakajima | Toyota TS040 Hybrid | LMP1-H | 219  | DNF  | DNF        |
| 2015 | Toyota Racing       | Stéphane Sarrazin Mike Conway     | Toyota TS040 Hybrid | LMP1   | 387  | 6º   | 6º         |